# 玛丽耶勒·古瓦切尔
玛丽耶勒·古瓦切尔（法語：Marielle Goitschel，1945年9月28日—），法国女子高山滑雪运动员。她曾代表法国参加1964年和1968年冬季奥林匹克运动会高山滑雪比赛，获得二枚金牌和一枚银牌。

## 家庭
姐姐克里斯蒂娜·古瓦切尔。